# 65型护卫舰
65型护卫舰（北约代号：江南）是中国人民解放军海军於1960年代装备的一款火炮護衛艦。1962年初開始了自製護衛艦的計劃，研制出65型护卫舰，這是中华人民共和国造船工业第一次自行设计建造中型水面战斗舰艇。由於首艦建造地是在上海江南造船厂，所以北约亦稱之為"江南"級。后来广州黄埔造船厂也参与该型船建造，共建造5艘，同级舰：529“海口”艦、501“下關”艦、502“南充”艦、503“開源”艦、504“東川”艦。1990年代中期全部退役。

## 设计与建造
1960年代，中国人民解放军海军急需用于南海舰队在南中国海海域巡逻警戒护航舰只，鉴于当时的工业基础，海军提出采用成熟技术利用现有设备，以保证设计建造进度。1962年批准了《65型舰战术技术任务书》，该型船由武汉701研究所設計，總設計師為俞伯良。
由于该型船设计时没有合适的动力系统，不得已采用了体积庞大的民船用柴油机，由于主机外形尺寸较大特别是高度较高，不得不采用长艏楼舰型的设计，以提供舯部型深更大的船内空间，解决大尺寸主机安装需求。艦用柴油機為民用的2200馬力六缸43/67型柴油機擴大成3,300馬力而成9EDZ43/67中速柴油机，每艦裝備兩台，由此该型船无法获得较高的极限航速，不过由此带来的好处是该型船具有较高的巡航速度。 
该型船舰体满足相邻两舱进水不沉标准。艏楼上甲板和艉部上甲板之间采取缓坡过渡连接。主炮是用于岸防的V-34型100毫米口径炮移植而来，设计上考虑长艏楼型舰体的稳性，3门主炮采用前1后2布置，而没有采用方便战舰以正面半球迎敌的前2后1布局。 
该型船为适合在南海海域，还安装空调系统，改善了舰员居住条件。
本級艦原為因應南海地區之需要而建造，配备在南海艦隊服役，由于当时台湾海峡被国军封锁，东海舰队接收的军舰无法调动到南海舰队，所以决定由上海江南造船厂先建造首舰，然后帮助广州黄埔造船厂建造后续的4艘舰，在广州船厂承担舰体结构制造与总装任务，由上海提供成套设备与部件经陆路运输到广州船厂組裝完成。 
原預定在1965年時製成首艘舰（所以稱之為“65”型），但首艦於1964年8月開工後卻歷時兩年，至1966年8月1日才完工交船。各艦約在1966至1969年間開始服役。65型舰使中国人民解放军海军在南海拥有可与周边海军抗衡的舰只。

## 服役经历
1974年1月19日西沙之战时，该型舰在维修未出动，海战结束后收复西沙岛屿作战中，当时舷号为231、232的护卫舰（“下关”、“南充”舰）担任了支援任务。

1980年65型护卫舰变更新舷号，1986年正式命名舰名（在之前很长时间内只有舷号没有正式舰名）。
1988年2月中国海军与越南海军在南沙海域对峙时，中国海军南海舰队派出的巡逻编队中包括有502“南充”舰、503“开源”舰。3月14日在赤瓜礁海战中，502舰作为编队指挥舰，统领531“鹰潭”舰、556“湘潭”舰编队与越南海军舰艇发生交火，击沉、击伤对方三艘舰艇。
65型护卫舰所有的5艘于20世纪80年代末至90年代初陆续退出现役，最后一艘65型舰于1994年退役。

## 同级艦艇
| 舷号 | 舰名 | 建造船厂   | 开工日期      | 下水日期       | 服役日期      | 服役舰队          | 退役日期      | 备注 |
| ---- | ---- | ---------- | ------------- | -------------- | ------------- | ----------------- | ------------- | --- |
| 529  | 海口 | 江南造船厂 | 1964年8月1日  | 1965年12月25日 | 1966年8月1日  | 东海舰队/南海舰队 | 1993年        | 65型首舰（舷号209）, 1980年改用新舷号。 原在东海舰队服役，1981年编入南海舰队 艦名由052C型驅逐艦170號傳承                                  |
| 504  | 东川 | 黄埔造船厂 | 1965年8月1日  | 1966年6月25日  | 1966年12月2日 | 南海舰队          | 已退役        | 广州建造的1号舰（舷号214） |
| 501  | 下关 | 黄埔造船厂 | 1965年11月1日 | 1966年12月3日  | 1967年6月12日 | 南海舰队          | 已退役        | 广州建造的2号舰（舷号231） |
| 502  | 南充 | 黄埔造船厂 | 1966年5月     | ？             | 1969年6月？   | 南海舰队          | 1995年3月15日 | 广州建造的3号舰（舷号232） 退役后自1995年保存在青岛中国海军博物馆 由于舰况持续恶化，2012年9月拖往拆船厂拆毁。 艦名由056A型護衛艦557號傳承 |
| 503  | 开源 | 黄埔造船厂 | 1966年5月     | ？             | 1969年6月     | 南海舰队          | 已退役        | 广州建造的4号舰（舷号233） |